# Grup Escolar del Marquès de la Pobla
El Grup Escolar del Marquès de la Pobla és una obra de Capellades (Anoia) protegida com a Bé Cultural d'Interès Local.

## Descripció
Es tracta d'un conjunt de tres edificis amb connexió entre ells. Els dos de cada costat, són simètrics, de planta quasi quadrangular i coberta a quatre vessants; són units per un edifici allargassat, més baix, amb l'entrada principal (porxada amb coberta de teules amb columnes jòniques i és acabada en terrat).
Els edificis de banda i banda presenten també entrada porxada amb coberta de teules recolzada damunt dues columnes, a un dels costats llargs. La façana està arrebossada presentant arrebossats de jardineres i garlandes damunt les finestres del primer pis. La coberta, a quatre vessants, presenta gran quantitat de mènsules i forma ràfec als quatre costats.